# Metal Gear Solid
Metal Gear Solid (jap. メタルギアソリッド, Metaru Gia Soriddo, potocznie MGS) – gra komputerowa wydana w 1998 roku przez japońskie studio Konami na konsolę PlayStation. Jej gatunek został określony przez producenta jako taktyczna akcja szpiegowska. Została zaprojektowana, wyreżyserowana oraz wyprodukowana przez Hideo Kojimę i jest bezpośrednią kontynuacją Metal Gear oraz Metal Gear 2: Solid Snake wydanych w Japonii na komputery osobiste MSX 2.
Głównym protagonistą gry jest Solid Snake, żołnierz, który infiltruje bazę nuklearną w celu neutralizacji zagrożenia terrorystycznego pochodzącego z tajnej jednostki sił specjalnych – Foxhound. Snake musi uwolnić dwóch zakładników: szefa agencji DARPA i prezesa firmy zbrojeniowej ArmsTech, zmierzyć się z terrorystami i powstrzymać ich przed rozpoczęciem ataku nuklearnego. Przerywniki filmowe zostały oparte na silniku graficznym gry, a wszystkie postacie w niej występujące otrzymały dubbing profesjonalnych aktorów.
Gra została bardzo wysoko oceniona przez recenzentów, zdobywając najwyższe noty. Osiągnęła ponadto komercyjny sukces, sprzedając się w liczbie ponad 6 milionów egzemplarzy. Metal Gear Solid jest uważana przez wielu krytyków za jedną z najlepszych i najważniejszych gier wszech czasów, a także jest często postrzegana jako tytuł, który pomógł spopularyzować gatunek skradanek. Sukces komercyjny tytułu doprowadził do wydania wersji rozszerzonej na PlayStation i PC, zatytułowanej Metal Gear Solid: Integral oraz remake’u, Metal Gear Solid: Twin Snakes wydanego ma konsolę Nintendo GameCube. Metal Gear Solid dał również początek licznym sequelom, prequelom i spin-offom, wliczając w to m.in. kilka gier, słuchowisko radiowe, komiksy oraz powieści. Metal Gear Solid pojawił się także na PlayStation Classic.

## Fabuła

### Postacie
Głównym bohaterem Metal Gear Solid jest Solid Snake, legendarny żołnierz odpowiedzialny za wykonanie wielu zadań o tajnym charakterze. W czasie wykonywania swojej misji Snake otrzymuje wsparcie i doradztwo poprzez codec. Pułkownik Roy Campbell, były oficer dowodzący Solid Snake’a, udziela mu rad dotyczących celów misji oraz taktyki. Początkowo ukrywa on przed Snake'iem wiele tajemnic, by wraz z postępem w rozgrywce stopniowo je ujawniać. Naomi Hunter jest odpowiedzialna za porady lekarskie, a Nastasha Romanenko dostarcza informacji o znalezionych przedmiotach i broni. Pomocą służą też Master Miller, były instruktor musztry i trener szkoły przetrwania oraz Mei Ling, która wynalazła system radarowy używany podczas misji. Gracz może się też z nią połączyć, jeśli chce zapisać swój postęp w grze.
Głównym antagonistą gry jest Liquid Snake, lider organizacji terrorystycznej powstałej z Foxhound oraz genetyczny brat Solid Snake’a. W skład elitarnej jednostki sił specjalnych Foxhound wchodzą eksperci specjalizujący się w wykonywaniu unikalnych zadań. Są to Revolver Ocelot, rewolwerowiec używający Colt Single Action Army będący ekspertem od przesłuchań, Sniper Wolf – mistrzyni wśród snajperów, Vulcan Raven – szaman pochodzący z Alaski, uzbrojony w działko M61, Psycho Mantis – ekspert od psychokinezy umiejący czytać w ludzkich umysłach oraz Decoy Octopus – mistrz kamuflażu.
Innymi postaciami pojawiającymi się w grze są Meryl Silverburgh, siostrzenica pułkownika Campbella, będąca początkującym żołnierzem przebywającym na wyspie podczas wybuchu rebelii, Dr. Hal ‘Otacon’ Emmerich – główny programista Metal Gear REXa oraz „Ninja”, tajemniczy cybernetyczny agent, który sam siebie nie określa ani jako przyjaciela, ani jako wroga w stosunku do Solid Snake’a.

### Opis fabuły
Wydarzenia w grze rozgrywają się w 2005 roku, sześć lat po wydarzeniach z Metal Gear 2: Solid Snake. Siły Specjalne Następnej Generacji (Next-Generation Special Forces) dowodzone przez elitarny oddział żołnierzy Foxhound przejmują bazę nuklearną na wyspie Shadow Moses w archipelagu Wysp Lisich (Fox Islands) na Alasce. Rebelianci prowadzeni przez najemnika, znanego jako Liquid Snake, są tym samym w posiadaniu broni jądrowej – mecha o nazwie Metal Gear REX i grożą rządowi USA atakiem nuklearnym, jeśli nie otrzymają miliarda dolarów oraz ciała najpotężniejszego żołnierza wszech czasów, Big Bossa, w ciągu 24 godzin. Planują wykorzystać je do wzmocnienia genów przyszłych żołnierzy sił specjalnych, eliminując te najsłabsze, a pozostawiając jedynie „geny żołnierzy”.
Na prośbę ministra obrony, emerytowany pułkownik Roy Campbell wraca do służby, aby dowodzić operacją. Postanawia on ponownie zwerbować do akcji Solid Snake'a. Jego zadaniem jest uratowanie dwóch zakładników – Donalda Andersona (szef DARPA) oraz Kennetha Bakera (prezes firmy zbrojeniowej ArmsTech), poznanie gotowości terrorystów do ewentualnego ataku nuklearnego oraz powstrzymanie ich, jeśli posiadają taką możliwość. Córka płk. Campbella – wtedy uważana za jego siostrzenicę – Meryl Silverburgh również jest przetrzymywana w bazie z powodu odmowy przyłączenia się do rebelii. Snake dostaje się do obiektu poprzez otwór wentylacyjny, po czym odnajduje Andersona uwięzionego w celi. Informuje on protagonistę o obecności Metal Gear REXa na terenie bazy, o dwóch kodach potrzebnych do aktywacji jego głowic nuklearnych oraz o specjalnej karcie PAL (Powered Access License) będącej alternatywą dla kodów. Chwilę później Anderson umiera na atak serca. Więzionej w sąsiedniej celi Meryl udaje się uwolnić, po czym wraz ze Snake'iem walczy ze strażnikami. Po odparciu ataku ucieka, ponieważ nie jest świadoma, że człowiek, któremu właśnie pomogła to legendarny Solid Snake. Następnie Snake odnajduje Bakera. Podczas uwalniania go, pojawia się Revolver Ocelot i wyzywa komandosa na pojedynek, który zostaje przerwany przez tajemniczego cyborga ninja, który odcina prawą rękę Ocelota. Baker przekazuje Snake’owi informacje o projekcie Metal Gear i radzi mu, aby skontaktował się z Meryl, która posiada jego kartę PAL po czym, podobnie jak Anderson, umiera na atak serca.
Snake kontaktuje się z Meryl poprzez codec i dowiaduje się jak dotrzeć do projektanta Metal Geara, doktora Hala „Otacona" Emmericha. W drodze do podziemnego laboratorium, miejsca badań doktora, Snake odbiera anonimowe połączenie. Tajemniczy głos przedstawia się jako „Deepthroat” i ostrzega o nadchodzącej zasadzce. Zaraz po tej informacji, Snake zostaje zaatakowany przez czołg prowadzony przez Vulcan Reaven’a, ale udaje mu się go zniszczyć (tym samym chwilowo powstrzymując wroga), po czym rusza w dalszą podróż. Lokalizuje Otacona w jego laboratorium i ponownie spotyka cybernetycznego ninja, w którym rozpoznaje dawnego kompana – Gray Foxa, o którym sądził, że nie żyje. Otacon zgadza się pomóc Snake’owi zdalnie, używając specjalnego kamuflażu, który pozwala mu pozostać niewidocznym. Snake spotyka się z Meryl, która przekazuje mu kartę PAL Bakera. W drodze do podziemi bazy Meryl zostaje opętana przez psychokinetyczne moce Psycho Mantisa i próbuje zabić Snake’a, jednak ten pokonuje Mantisa. Umierający oponent otwiera Snake’owi tajne przejście oraz informuje go m.in., że zajmuje on „szczególne miejsce” w sercu Meryl. U wejścia do podziemi, dwójka zostaje zaatakowana przez Sniper Wolfa – Meryl zostaje postrzelona, a Snake porwany.
Liquid utwierdza uwięzionego Snake'a w przekonaniu, że są braćmi bliźniakami. Snake jest następnie torturowany przez Ocelota, a gracz może wybrać, czy dalej opierać się torturom. Gdy Snake zostaje zabrany do celi, odkrywa ciało Andersona w stanie zaawansowanego rozkładu. Ostatecznie Snake ucieka z celi. Docierając do wieży łączności zostaje zaatakowany przez śmigłowiec pilotowany przez Liquida, jednak szybko go pokonuje. Po wydostaniu się z wieży po raz kolejny atakuje Sniper Wolf. Tym razem jednak Snake pokonuje ją i zabija – ku rozpaczy Otacona, który był w niej potajemnie zakochany.
W drodze do hangaru, w którym trzymany jest Metal Gear REX, Snake zostaje zmuszony do walki z Vulcan Ravenem. Protagonista pokonuje przeciwnika na terenie chłodni. Umierając, Raven ujawnia, że człowiekiem, który zmarł wcześniej na oczach Snake’a, nie był Anderson, ale Decoy Octopus, członek Foxhound i mistrz kamuflażu. Raven zostawia Snake'a z tajemniczym przesłaniem jego brutalnej przyszłości, po czym zostaje pożarty przez kruki.
Infiltrując hangar, Snake podsłuchuje Liquida i Ocelota przygotowujących sekwencję uruchomienia Metal Gear REXa. Myśląc, że dezaktywuje go za pomocą trzykrotnego użycia karty PAL, Snake tak naprawdę uruchamia Metal Geara. Liquid łączy się przez codec ze Snake'iem informując go, że od początku operacji udawał Master Millera – jednego z ludzi wspierających misję. Okazuje się, że cała misja była zmanipulowana przez rebeliantów tak, aby Snake nieświadomie pomógł im w uruchomieniu broni jądrowej. Ujawnia ponadto, że zarówno on jak i Snake są „produktami” sponsorowanego przez rząd projektu z lat 70. o nazwie Les Enfants Terribles, mającego na celu sklonowanie Big Bossa. Liquid wyjaśnia też, że Snake otrzymał wszystkie geny dominujące, a on wszystkie recesywne. Snake dowiaduje się też, dlaczego naprawdę został wysłany na tę misję – przeprogramowany wirus FoxDie, którego Snake jest nosicielem, mógłby zabić wszystkich członków Foxhound (zarówno protagonistę jak i Liquida), tym samym pozwalając rządowi odzyskać Metal Gear REXa nietkniętego.
Liquid Snake przejmuje kontrolę nad Metal Gear REXem i rozpoczyna się walka. Pojawia się Grey Fox, któremu udaje się zniszczyć osłonę radarową mecha, ale zaraz po tym zostaje zabity. Snake’owi udaje się zniszczyć Metal Gear REXa, po czym staje do walki oko w oko z Liquidem, którą wygrywa. W zależności od tego, czy gracz opierał się wcześniej torturom Ocelota, czy też się im poddał, do Snake’a dołącza Meryl lub Otacon i razem podejmują się ucieczki z bazy w jeepie przez podziemny tunel. Dwójkę bohaterów goni również zmotoryzowany Liquid. Po zderzeniu obu pojazdów przy wjeździe do tunelu, Liquid celuje z pistoletu w Snake’a, jednak zanim udaje mu się wystrzelić – ginie pod wpływem działania wirusa FoxDie. Pułkownik Campbell, na krótko odsunięty od dowodzenia misją, odwołuje nuklearny atak powietrzny, który miał zatrzeć dowody wydarzeń na wyspie Shadow Moses oraz oficjalnie ogłasza Snake’a zabitym w akcji, aby nie dopuścić rządu USA do rozpoczęcia poszukiwań protagonisty w przyszłości.
Nie wiadomo ile czasu pozostało Snake’owi, zanim zabije go wirus FoxDie. Ocelot okazuje się podwójnym agentem działającym na zlecenie prezydenta Stanów Zjednoczonych. Jego zadaniem było pozyskanie dysku Bakera zawierającego specyfikacje Metal Geara i dostarczenie go prezydentowi oraz pozbycie się każdego, kto dowiedziałby się o motywach jego działania, co było prawdziwym powodem, dla którego szefa DARPA zginął podczas przesłuchania.

## Rozgrywka

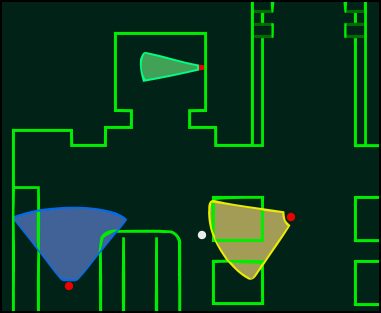
Mapa otoczenia

Pomimo faktu, że środowisko gry jest stworzone w pełnym 3D, rozgrywka w Metal Gear Solid jest tak naprawdę podobna do tej ze swojej poprzedniczki Metal Gear 2: Solid Snake stworzonej w technice 2D. Gracz musi prowadzić Solid Snake’a poprzez kolejne lokacje bez pozostania wykrytym przez wrogów. Wykrycie następuje w momencie wejścia bohatera prowadzonego przez gracza w pole widzenia wroga, co z kolei uruchamia alarm, który przyciąga uzbrojonych wrogów. Taki stan określany jest w grze jako „alert mode", a gracz musi znaleźć schronienie i pozostać niewykrytym, co daje początek „evasion mode". Kiedy licznik „evasion mode" osiągnie zero, gra powraca do trybu „infiltration mode", gdzie wrogowie ponownie nie zdają sobie sprawy z obecności Solid Snake’a. Radar, wyświetlający położenie wrogów oraz ich pole widzenia, który towarzyszy graczowi podczas standardowej rozgrywki, jest niedostępny podczas trybu alarmu oraz unikania.
Aby pozostać niewykrytym, gracz może posługiwać się różnymi technikami, wykorzystując zarówno umiejętności Snake’a, jak i otaczające go środowisko. Gracz może się czołgać, przylegać do ścian, nurkować, chować się w pudłach czy odwracać uwagę wrogów. Kamera ustawiona jest pod pewnym kątem nad głową protagonisty, często zmienia swój kąt, aby dać graczowi najlepszy widok na infiltrowany obszar. Solid Snake może również korzystać z wielu przedmiotów i gadżetów, takich jak noktowizor czy pistolet z usypiającymi strzałkami. Rozgrywka Metal Gear Solid stawia bardziej na cichą eksplorację lokacji i omijanie przeciwników oraz kamer, a wdanie się w regularną walkę najczęściej przynosi jedynie liczne szkody dla gracza.
Postęp w grze jest przerywany przez przerywniki filmowe, pojedynki z bossami oraz rozmowy prowadzone przez tzw. codec. Walki z bossami są unikalne i każdy z nich posiada jakiś słaby punkt, którego atakowanie umożliwia jego pokonanie, lub znacznie to ułatwia. Korzystanie z codecu umożliwia połączenie się z określonymi ludźmi mogącymi pomóc Snake’owi. Pozwala to chociażby na zapisywanie stanu gry czy też uzyskanie opisu nowo zdobytej broni. Rozmowy prowadzone przez codec pomagają również naświetlić złożoną fabułę gry.
Każdorazowe ukończenie gry daje graczowi wgląd do statystyk opisujących jego rozgrywkę oraz wystawia ocenę opartą na tych statystykach w postaci „kryptonimu” – zazwyczaj jest to nazwa jakiegoś zwierzęcia.
Po raz pierwszy w serii Metal Gear dostępny był tryb treningowy, zwany „VR Mode”. W trybie tym gracz mógł ćwiczyć techniki ukrywania się, używanie broni oraz skradanie. Oprócz elementów skradankowych w grze są określone momenty, które wymuszają wymianę ognia z nieprzyjacielem – zarówno z perspektywy trzeciej, jak i pierwszej osoby.

## Obsada
Większość aktorów podkładających głos pod postacie w wersji angielskiej posłużyło się pseudonimami, gdyż nikt z obsady nie wiedział, czy projekt był wspomagany przez SAG. Tylko trzech aktorów użyło swojego prawdziwego imienia i nazwiska.
| Postać                        | Aktor japońskojęzyczny         | Aktor angielskojęzyczny (pseudonimy w nawiasach)                                 |
| ----------------------------- | ------------------------------ | -------------------------------------------------------------------------------- |
| Solid Snake                   | Akio Otsuka                    | David Hayter                                                                     |
| Liquid Snake/Master Miller    | Banjo Ginga                    | Cam Clarke (James Flinders)                                                      |
| Meryl Silverburgh             | Kyoko Terase                   | Debi Mae West (Mae Zadler)                                                       |
| Naomi Hunter                  | Hiromi Tsuru                   | Jennifer Hale (Carren Learning)                                                  |
| Hal 'Otacon' Emmerich         | Hideyuki Tanaka                | Christopher Randolph (Christopher Fritz)                                         |
| Roy Campbell                  | Takeshi Aono                   | Paul Eiding (Paul Otis)                                                          |
| Mei Ling                      | Houko Kuwashima                | Kim Mai Guest (Kim Nguyen)                                                       |
| Gray Fox                      | Kaneto Shiozawa                | Greg Eagles (George Byrd)                                                        |
| Nastasha Romanenko            | Eiko Yamada                    | Renee Raudman (Renne Collette)                                                   |
| Revolver Ocelot               | Koji Totani                    | Patric Zimmerman (Patric Laine)                                                  |
| Vulcan Raven                  | Yukitoshi Hori                 | Peter Lurie (Chuck Farley)                                                       |
| Psycho Mantis                 | Kazuyuki Sogabe                | Doug Stone                                                                       |
| Sniper Wolf                   | Naoko Nakamura                 | Tasia Valenza (Julie Monroe)                                                     |
| Donald Anderson/Decoy Octopus | Masaharu Sato                  | Greg Eagles (George Byrd)                                                        |
| Kenneth Baker                 | Yuzuru Fujimoto                | Allan Lurie (Bert Stewart)                                                       |
| Jim Houseman                  | Tomohisa Asō                   | William Bassett (Frederick Bloggs)                                               |
| Johnny Sasaki                 | Naoki Imamura                  | Dean Scofield (Dino Schofield)                                                   |
| Żołnierze                     | Masaya Takatsuka Naoki Imamura | Doug Stone Peter Lurie (Chuck Farley) Dean Scofield (Dino Schofield) Scott Dolph |
| Komputer                      | Naoko Nakamura                 | Tasia Valenza (Julie Monroe)                                                     |

## Tworzenie
Kojima pierwotnie planował wydanie trzeciej gry z serii Metal Gear na 3DO Interactive Multiplayer w 1994 roku, pod tytułem Metal Gear 3. Grafiki koncepcyjne przedstawiające Solid Snake’a, Meryl Silverburgh (postać pojawiła się później w grze przygodowej Policenauts) oraz zespół Foxhound zostały stworzone przez grafika Yoji Shinkawe i zawarte w Policenauts: Pilot Disk wydanym w kwietniu 1995 roku. Wydanie Pilot Disk poprzedziło premierę pełnej wersji gry Policenauts na konsolę 3DO, która nastąpiła pięć miesięcy później. Jednakże ze względu na coraz mniejsze wsparcie dla 3DO Interactive Multiplayer produkcja gry została przeniesiona na PlayStation, wkrótce po tym jak wydane zostało Policenauts.
Roboczy tytuł Metal Gear 3 został wkrótce zastąpiony przez Metal Gear Solid. Było to spowodowane świadomością, że dwie pierwsze części serii wydane na komputery MSX 2 nie były zbyt dobrze znane. Kojima użył słowa „Solid”, które zostało wybrane ze względu na fakt, że jest to trzecia część serii, wykorzystuje trójwymiarową grafikę komputerową oraz w odniesieniu do Solid Snake’a, czyli głównego bohatera. Kontynuacje gry również noszą tytuły rozpoczynające się od głównego członu – Metal Gear Solid, a ich numeracja pomija pierwsze dwa tytuły serii, odnosząc się do opisywanej gry jako pierwszej.
Prace nad Metal Gear Solid rozpoczęły się w połowie 1995 roku, z zamiarem stworzenia „najlepszej gry w historii PlayStation”. Pierwotnie planowana była wersja na Nintendo 64, ale skończyło się jedynie na zamiarach i krótkim artykule na jej temat zamieszczonym przez GameSpot. Twórcy chcieli stworzyć realistyczną rozgrywkę, która jednocześnie daje dużo przyjemności i trzyma gracza w napięciu. W początkowych etapach produkcji twórcy korzystali z pomocy oddziału SWAT z Huntington Beach, którzy demonstrowali im swoje pojazdy, bronie i materiały wybuchowe. Ekspert od broni palnej, Motosada Mori został również wykorzystany jako techniczny doradca, co zaowocowało wizytą twórców gry w Fort Irwin oraz na strzelnicy Stembridge Gun Rentals. Kojima stwierdził, że „jeśli gracz nie nabierze złudnego przekonania, że świat gry jest prawdziwy, to nie ma sensu jej w ogóle tworzyć”. Aby tak się stało, producenci pojedynczo dostosowywali każdy, nawet najmniejszy szczegół świata przedstawionego w Metal Gear Solid.
Kojima stworzył wszystkie postacie w Metal Gear Solid. Modyfikacje i mechanika zostały wykonane przez artystę konceptualnego Yoji Shinkawe. Według Shinkawy, budowa ciała Solid Snake’a została oparta na Jean-Claude Van Dammie, a wygląd jego twarzy wzorowany na Christopherze Walkenie. Postacie zostały stworzone przez grafików na podstawie szkiców oraz glinianych modeli wykonanych przez Shinkawe. Kojima chciał osiągnąć większą interakcję z obiektami i otoczeniem, choćby poprzez umożliwienie graczowi chowania ciał przeciwników w różnych miejscach. Dodatkowo chciał zaimplementować w grze system, który na bieżąco modyfikuje elementy odtwarzanego podkładu muzycznego, takie jak tempo oraz frakturę, w zależności od wydarzeń mających aktualnie miejsce, zamiast przełączania na inny, gotowy już utwór. Mimo że nie udało mu się wprowadzić tych zmian, to zostały one wykorzystane w Metal Gear Solid 2: Sons of Liberty już na PlayStation 2.
Za ścieżkę muzyczną do gry odpowiada japoński kompozytor TAPPY. Końcowy utwór "The Best is Yet to Come" skomponowała Rika Muranaka, w wykonaniu wokalistki Aoife Ní Fhearraigh.
Metal Gear Solid została po raz pierwszy pokazana publicznie na targach gier E3 w 1997 roku jako krótki film. Dopiero na targach Tokyo Game Show w 1998 roku, po raz pierwszy zostało zaprezentowane grywalne demo. W tym samym roku gra została wydana na rynku japońskim, czemu towarzyszyła kampania reklamowa zakrojona na szeroką skalę. Na reklamy w telewizji oraz w prasie, pokazy w sklepach i wersje demo wydano 8 milionów dolarów. Szacuje się, że przed wydaniem gry w 1998 roku do dystrybucji trafiło 12 milionów kopii wersji demonstracyjnej gry.

## Odbiór
Metal Gear Solid okazała się sukcesem komercyjnym, sprzedając się w liczbie sześciu milionów egzemplarzy na całym świecie. Gra zdobyła ogromne uznanie wśród krytyków oraz recenzentów, uzyskując odpowiednio wyniki 93,24% i 94/100 w agregatorach GameRankings i Metacritic. Recenzent z PlayStation Magazine opisał ją jako wciągającą i niezapomnianą. Stwierdził także, że jest to najlepsza gra w historii. W recenzji opublikowanej przez IGN, Metal Gear Solid została przedstawiona jako gra, której „bliżej do perfekcji niż jakiejkolwiek innej grze na PlayStation z gatunku akcji” i nazwana „piękną, wciągającą i innowacyjną ... w każdej możliwej kategorii”. Krytyk serwisu NGamer porównał ją do „grania w wysokobudżetową produkcję akcji, tylko że jeszcze lepszą”. GamePro nazwał Metal Gear Solid „topową ofertą w tym sezonie i grą, w którą każdy szanujący się gracz powinien zagrać”, krytykując jednocześnie okazjonalne spadki liczby wyświetlanych na sekundę klatek animacji. GameSpot krytycznie odniósł się do łatwości, z jaką gracz może unikać wykrycia przez przeciwników, jak również długości gry, nazywając ją „bardziej dziełem sztuki niż... prawdziwą grą”. Recenzent Neo Plus nazwał grę „kolejnym tytułem milowym w dziejach gier”. Metal Gear Solid otrzymała nagrodę Excellence Award for Interactive Art na corocznym festiwalu Japan Media Arts Festival w 1998 roku.
Metal Gear Solid jest uznana za jeden z najważniejszych tytułów odpowiedzialnych za popularyzację gatunku skradanek m.in. przez redaktorów serwisów Gamasutra, The Guardian, czy Digital Spy. Pomysł, aby nieuzbrojony gracz musiał unikać wykrycia przez wrogów, a nie walczyć z nimi, został wykorzystany w wielu grach. Metal Gear Solid jest czasami uznawana za film w równym stopniu jak za grę z powodu długich przerywników filmowych i bardzo złożonej fabuły. Do filmu została porównana między innymi przez recenzenta serwisu GameSpot Jeffa Gerstmanna. Krytyk serwisu GameTrailers stwierdził, że MGS „wynalazł skradankę”, a recenzent IGN nazywał go „twórcą gatunku skradanek”. Z kolei Entertainment Weekly określiło grę jako pioniera skradanek w filmowym stylu. Gra jest często wskazywana jako jeden z najlepszych tytułów na PlayStation, pojawiając się w licznych zestawieniach najlepszych gier wideo wszech czasów.

## Wydania

### Wydanie oryginalne
Amerykańskie i europejskie wydania gry (angielskie tłumaczenie Jeremy'ego Blausteina) zawierają kilka różnic w lokalizacji w porównaniu do wersji japońskiej. Wersje te, w przeciwieństwie do japońskiej, zawierają dodatkowy poziom trudności „Extreme”, w którym m.in. przeciwnicy mają większy zasięg pola widzenia oraz wyłączony jest radar. Obecne są też dodatkowy strój dla Solid Snake’a oraz opcja „Demo Theater” umożliwiająca obejrzenie wszystkich przerywników filmowych oraz rozmów przeprowadzonych przez codec w trakcie gry. W Europie gra została zdubbingowana na języki: niemiecki, francuski, hiszpański i włoski. Są to dubbingi zastępujące głosy angielskie. W Japonii, Europie i wybranych krajach azjatyckich gra została wydana w limitowanej wersji jako Metal Gear Solid Limited Edition Premium Package (japońskie wydanie: Metal Gear Solid Premium Package). W Europie w skład wydania wchodziły: t-shirt, nieśmiertelniki, dwustronny plakat, zestaw metalicznych naklejek na kartę pamięci, płyta CD ze ścieżką dźwiękową z gry oraz 6 widokówek. Wersja wydana w Japonii i wybranych krajach azjatyckich nie zawiera plakatu i widokówek – w zamian oferuje książeczkę z informacjami na temat produkcji i fabuły gry, a płyta CD zawiera ścieżkę dźwiękową z pierwszych dwóch odsłon serii na MSX 2 zamiast z omawianej gry. Oryginalne wydanie gry zostało udostępnione w formie cyfrowej do kupienia z PlayStation Store w roku 2008 w Japonii i 2009 w Europie i Ameryce Północnej.

### Integral
Wydany w dniu 25 czerwca 1999 roku na PlayStation w Japonii Metal Gear Solid: Integral (jap. メタルギアソリッドインテグラル, Metaru Gia Soriddo: Integuraru) jest rozszerzoną wersją, która zawiera dodatkową zawartość z oryginalnych wydań amerykańskich i europejskich gry. Japoński dubbing został zastąpiony angielskim, jednocześnie oferując wybór między japońskimi i angielskimi napisami (wszystkie inne teksty pisane w grze są nadal w języku japońskim). Dodatkowa zawartość obejmuje nowy poziom trudności „Very Easy”, po wybraniu którego gracz od początku misji ma dostęp do pistoletu maszynowego MP5 wraz z nieskończoną amunicją (zastępuje on w inwentarzu karabin FAMAS), tryb widoku z pierwszej osoby, inne drogi patroli przeciwników, dwie ukryte częstotliwości codecu, alternatywny strój dla Meryl i kilka minigier dla PocketStation.
Wydanie Integral zawiera ponadto trzecią płytę „VR Disc”, na której znajduje się 300 treningowych misji w wirtualnej rzeczywistości testujących zarówno umiejętności skradania, jak i walki oraz zawierające inne, mniej typowe testy, w tym trzy misje, podczas których gracz steruje cybernetycznym ninją. Na płycie znajdują się ponadto zwiastun Metal Gear Solid oraz specjalny tryb „photoshoot”, w którym gracz może robić zdjęcia Mei Ling oraz Naomi. Zaliczenie wszystkich 300 treningów odblokowuje grafikę koncepcyjną mecha Metal Gear RAY, który później pojawił się w Metal Gear Solid 2: Sons of Liberty. Japoński magazyn Famitsu ocenił Metal Gear Solid: Integral na 34 z 40
Zawartość „VR Disc” została wydana również w regionie PAL jako Metal Gear Solid: Special Missions 29 października 1999 roku. Wydanie to wymaga posiadania kopii oryginalnego Metal Gear Solid (wydanego w PALu). Jest to spowodowane tym, że europejskie wydania Metal Gear Solid zawierały jedynie język kraju, w którym się ukazały, a wydanie Special Missions korzysta z zapisu dialogów oraz określa język gry właśnie na podstawie kopii oryginalnej wersji Metal Gear Solid posiadanej przez gracza. Po uruchomieniu płyty Special Missions gra prosi o włożenie do konsoli pierwszego dysku oryginalnego Metal Gear Solid w celu załadowania danych głosowych i ustawień językowych, po czym ponownie wymagana jest wymiana płyty na Special Missions. W Ameryce Północnej płyta z zawartością japońskiego „VR Disc” została wydana jako Metal Gear Solid: VR Missions również w 1999 roku, jednak nie wymagała ona posiadania oryginalnej wersji gry, by móc w nią zagrać.

### Metal Gear Solid: The Twin Snakes
Remake Metal Gear Solid, zatytułowany Metal Gear Solid: The Twin Snakes, został opracowany przez Silicon Knights pod nadzorem Hideo Kojimy i wydany na konsolę GameCube w Ameryce Północnej, Japonii i Europie w marcu 2004 roku. Sama gra została w większości wyprodukowana w studiu Silicon Knights, natomiast przerywniki filmowe zostały opracowane przez wewnętrzne studio Konami i wyreżyserowane przez japońskiego reżysera Ryūheia Kitamurę. Chociaż fabuła i miejsce akcji gry pozostały niezmienione (jedynie kilka dialogów zostało zmodyfikowanych, by być bardziej wiernymi oryginalnemu japońskiemu wydaniu), różne elementy rozgrywki pochodzące z Sons of Liberty zostały zaimplementowane w tej wersji gry. Należą do nich np. tryb celowania z widoku pierwszej osoby oraz umiejętność zwisania ze ścian i rur. Inną zmianą była redukcja dialogowych wstawek wypowiadanych przez Mei Ling, Naomi oraz Nastashe, jak również nagranie nowych dialogów dla Gray Foxa, w którego postać wcielił się Rob Paulsen zastępując Grega Eagelsa. Również strona graficzna została podciągniętą do standardów reprezentowanych przez Metal Gear Solid 2.